# ランボルギーニ・ミウラ
ミウラ（Miura ）は、イタリアの自動車メーカーであるランボルギーニが開発・製造したスーパーカーである。

## 概要
1966年3月のジュネーヴ・モーターショーにて発表され、1973年までに759台が生産された。
デザインはベルトーネのマルチェロ・ガンディーニが手がけており、流れるようなスタイルの2シータークーペボディにV型12気筒エンジンを横置きミッドシップで搭載し、発表時のプレス向け主要諸元によれば350馬力、980kg、最高速度300km/hとされていた。計測には不向きな夏場の実測データでは、ミウラP400Sで278km/hというデータが残っている。
当時からミッドシップスポーツカーはいくつかの車種が市販されていたが、大排気量エンジンを横置きミッドシップで搭載したものは前例がなく、開発は難航した。開発プロジェクトの発案者およびシャーシ設計はジャンパオロ・ダラーラ。ジョット・ビッザリーニ設計のランボルギーニ・1号エンジンをミウラ用に改良したのはパオロ・スタンツァーニで、シャーシは350GTVからその製作を請け負ってきたマルケージ社で製造された。
2004年にはアメリカのスポーツカー専門誌「スポーツカー・インターナショナル」が、ベスト・スポーツカー1960年代部門の第4位にミウラを、1970年代スポーツカー、および全期間におけるスポーツカーのそれぞれ第4位にミウラP400SVを選出している。
発売から半世紀以上が経過した現在では、希少価値の高いクラシックカーとして相場が高騰しており、オークションにて1億円を超える価格で落札されることも珍しくなくなりつつある。

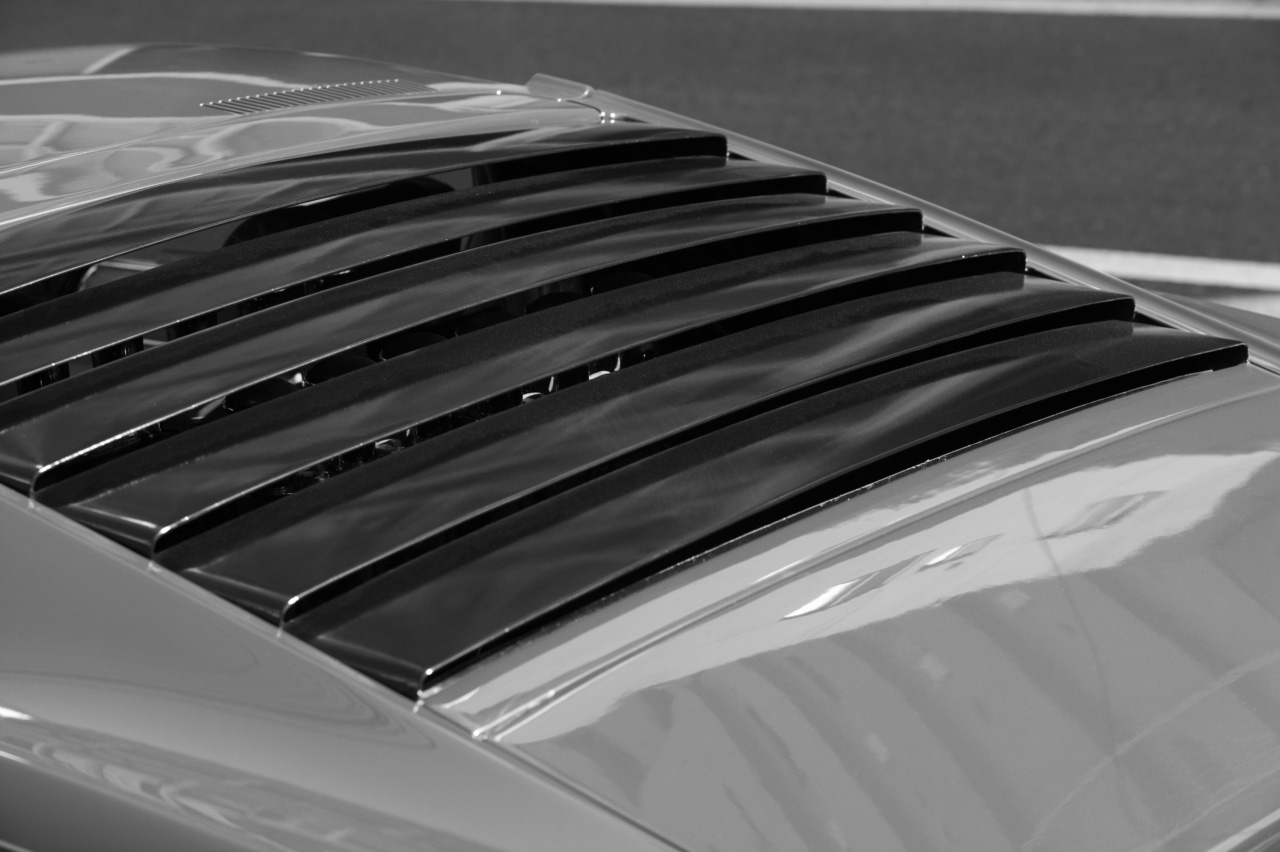
ルーバー式のリアカウル
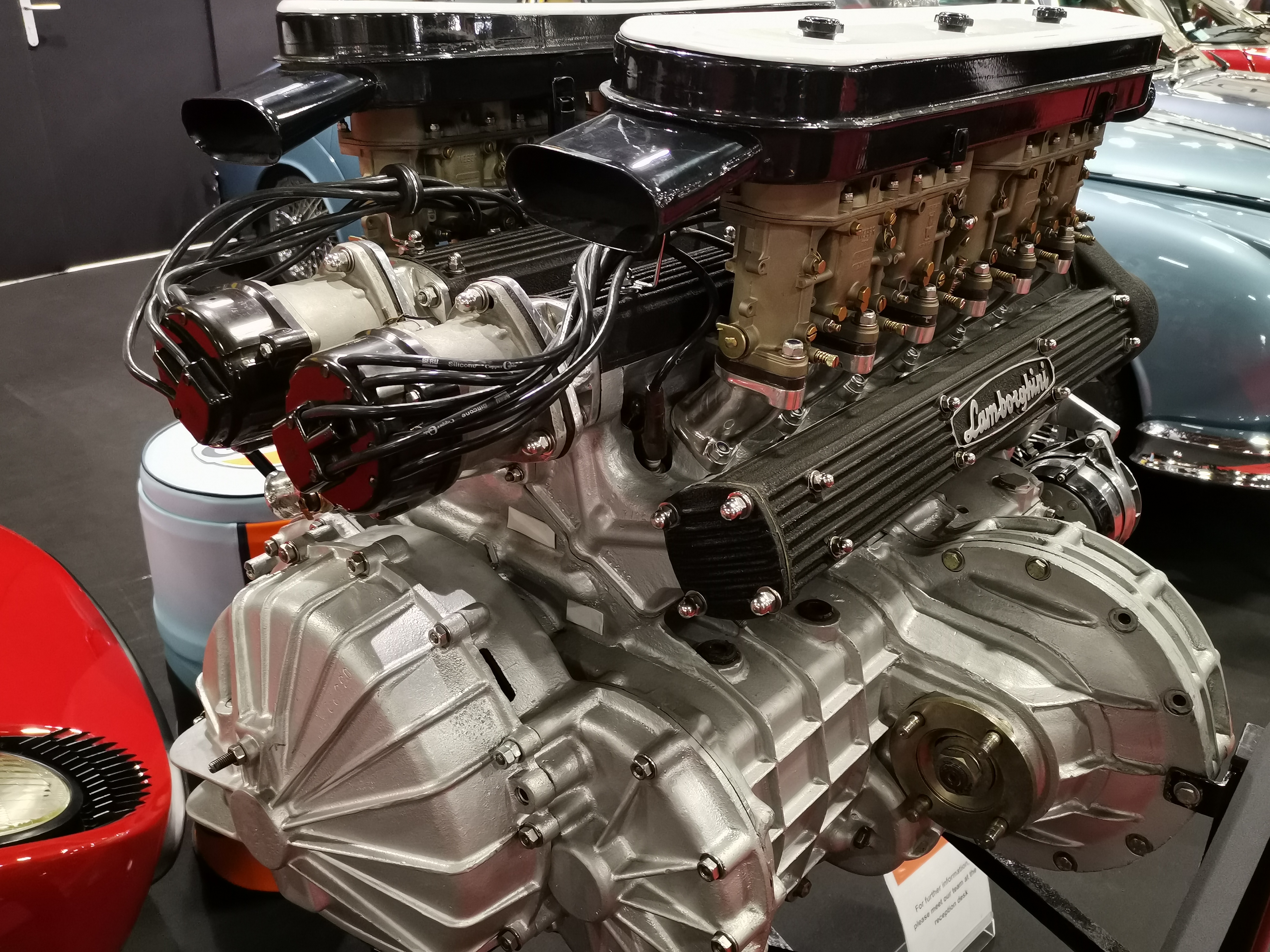
エンジンと5速トランスアクスル
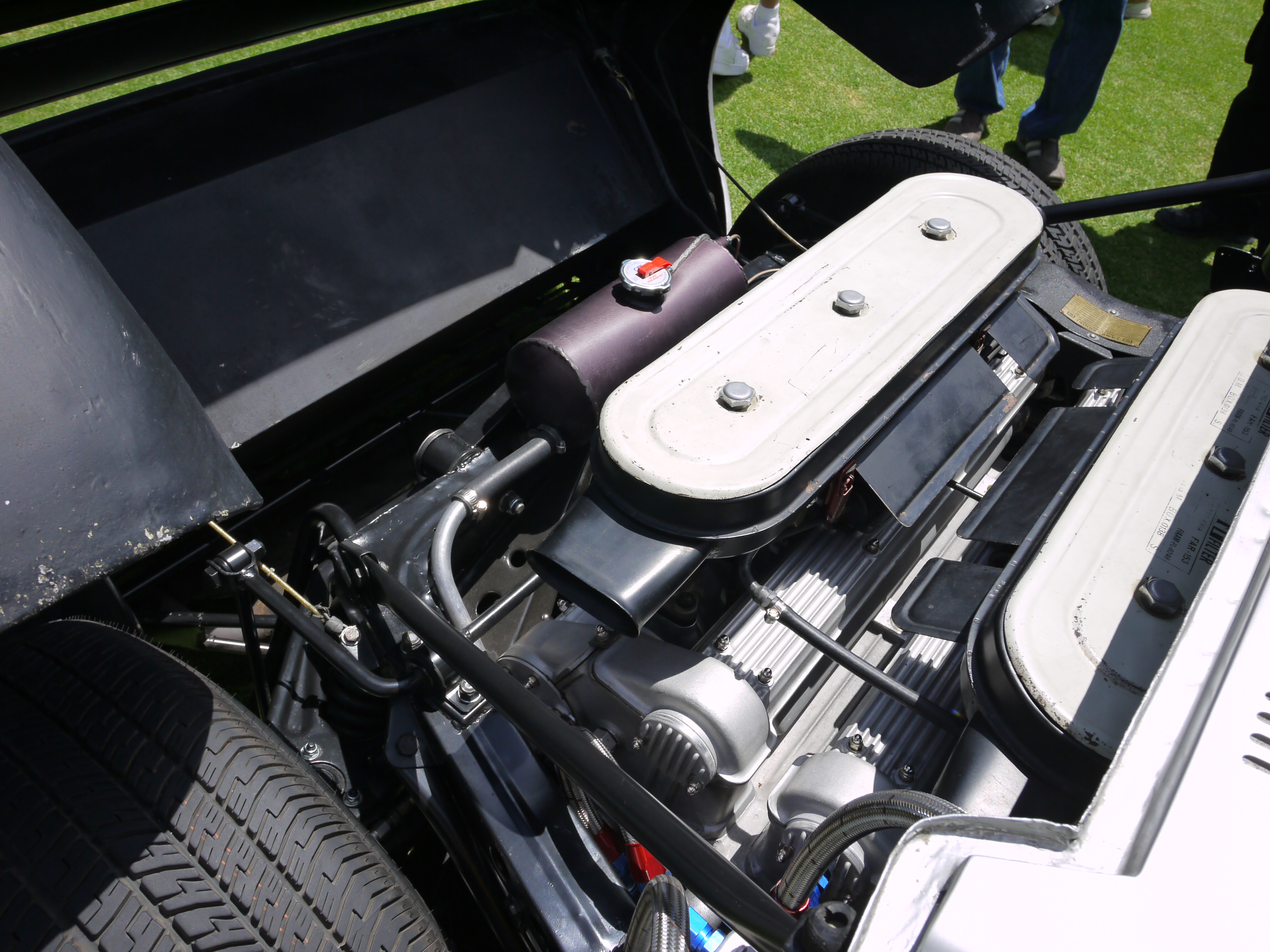
エンジンベイ、リアアクスルの前の横置きエンジン
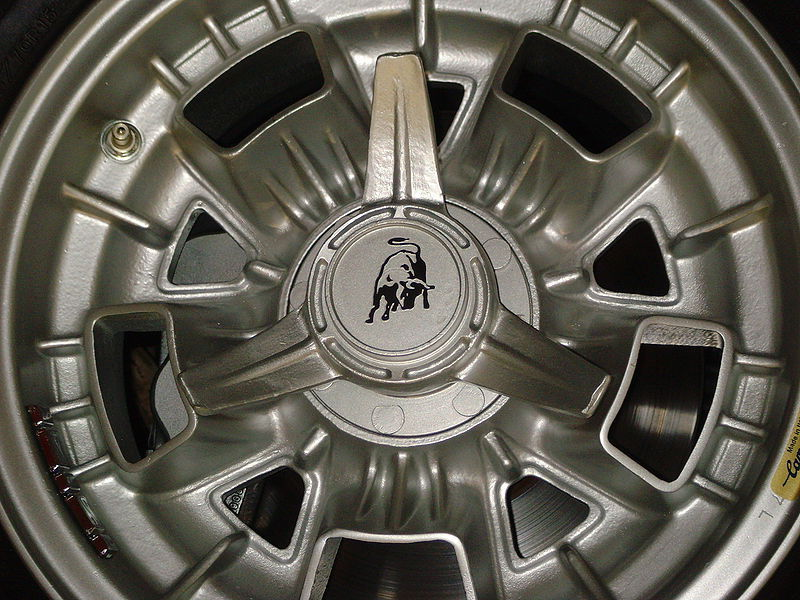
カンパニョーロ製のノックオフスピナー仕様センターロックホイール

## モデルの変遷

### TP400

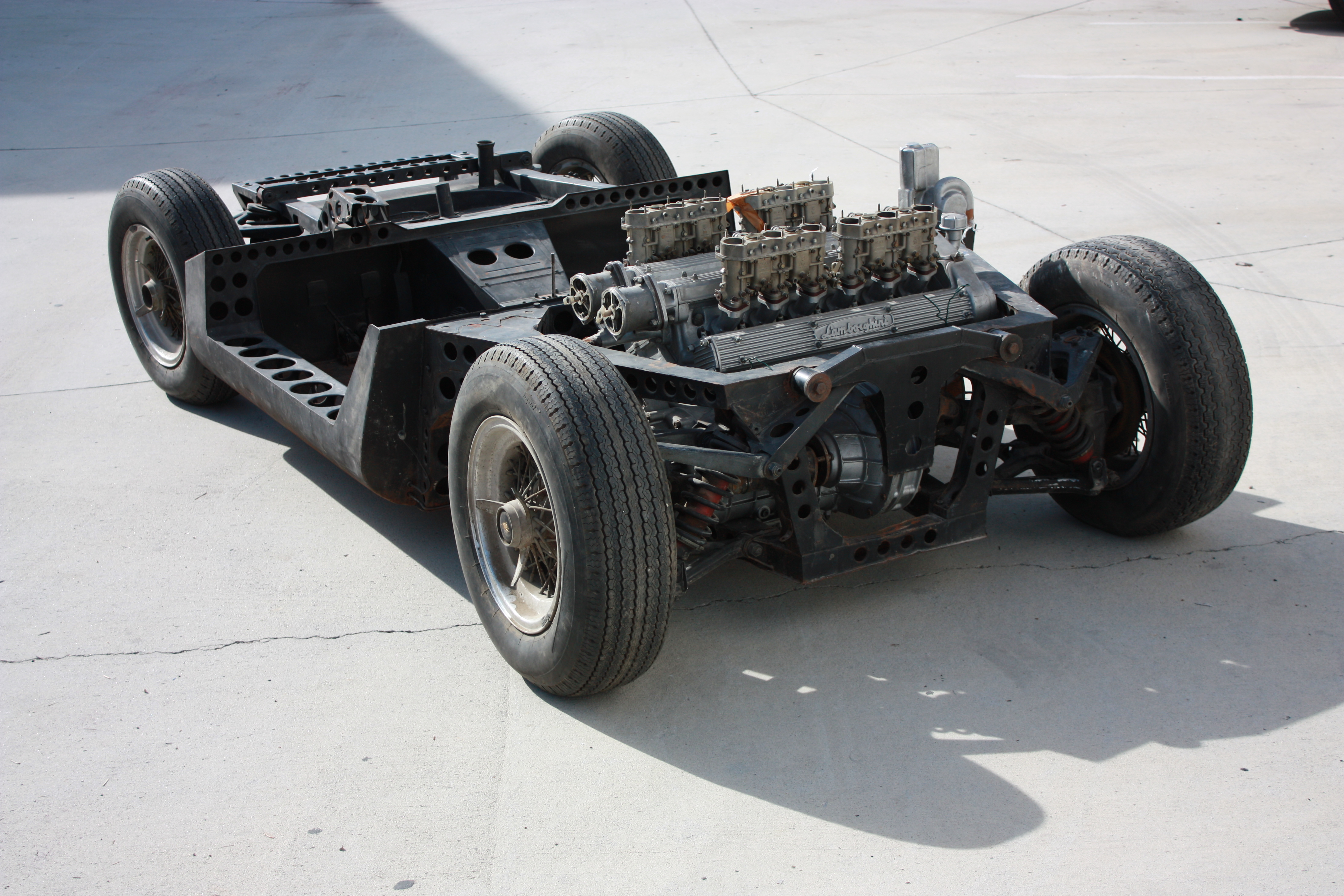
TP400

1965年11月にトリノで開催されたトリノ自動車ショーにて、シャーシのみのコンセプトモデルであるTP400が展示された。ボディが架装されていないばかりでなく、ミウラという名称もまだ与えられていなかった。
ミッドシップに搭載された4 LのV型12気筒エンジンは、横置き配置を採用したことでプロポーションをコンパクトに保ち、重量配分の改善とホイールベースの短縮を可能とした。スタンツァーニによると、「正直なところ、私たちはミニの先駆的なアイデアに触発された。ただし、ミニでは、ギアボックスはエンジンの下に配置されていて、ミウラには重心が高すぎ、だからそれをエンジンの隣に置いただけである」という。当時、ミッドシップエンジンはデ・トマソがヴァレルンガで発表しているくらいで、他のメーカーではFRレイアウトが普通であった。ミウラでの採用を契機に欧州レーシングチームのシャーシとしても使われ、やがてスポーツカーレイアウトの標準となっていった。
ある時、フェルッチオ・ランボルギーニはTP400をモナコのとあるカジノの駐車場に置いた。非常に珍しいエンジンレイアウトのこの車はボディが存在しないにもかかわらず、カジノに集まる富豪たちの視線を釘付けにした。頃合を見計らってエンジンが始動されると、TP400に群がる人々の数は倍にもなったという。ホイールはシングルボルトノックオフセットアップ（センターロック式）であった。

### ミウラP400 (コンセプトモデル)
1966年3月のジュネーブショーで、ボディが架装された状態のミウラP400が発表された。流麗なスタイリングが注目の的となり、100件を越すオーダーが殺到した。
ジャンパオロ・ダラーラがシャーシを手がける一方、ボディはデザインだけでなく製作も担当するという契約でベルトーネに任された。当時、ベルトーネのチーフデザイナーは前任のジョルジェット・ジウジアーロから交代したばかりのマルチェロ・ガンディーニであった。ガンディーニは、ジウジアーロがベルトーネ在籍時にデザインしたカングーロやテスチュード、さらに1964年にISOを想定して書いた架空のミッドシップカー、GRIFO A3/Cの正面図と側面図から、ジウジアーロのデザイン要素を抽出し、ベルトーネの伝統的なテイストを保持することに努めた。
当時の出版物には「ミウラはジウジアーロの作品である」とする記述がしばしば見られたが、これは流行のボディスタイルが流線型からウェッジシェイプへと移る過渡期であったことと、ベルトーネ・チーフスタイリストの交代が重なったということなどから生まれた誤解であった。

### 市販型
1967年3月、最初の市販型ミウラが製作された。ヘッドライトは点灯時のみ前方に浮き上がるポップアップ・ヘッドライトを採用した。見た目のエレガントさとは相反して排気音は荒々しいものであったが、リアカウル開閉の都合上、ボディ後端に取り付けられたマフラーカッターがエキゾーストパイプと連結されていないことが要因であった。キャビンとエンジンルームはガラスと薄いバルクヘッドだけで仕切られており、遮熱性と遮音性は低かった。
フェルッチオ・ランボルギーニは当初、「ミウラはショーカーであり、ランボルギーニ他車の販売促進に役立てばそれで充分」と考え、30台程度の生産を想定していた。1967年から量産体制を一応は整えたが、顧客が一刻も早い市販を望んだため、サスペンションセッティングが十分に煮詰められていない状態での生産開始となった。また、ドライブトレーンをコンパクトにまとめるためにエンジンとミッションの潤滑系を共有する設計がなされ、このためにリミテッド・スリップ・デフ（LSD）の採用も当初は見送られていた（同様の理由で初代ミニや殆どのモーターサイクルにも同じ構造が採用されている）。結果、高速走行時はフロントの落ち着きに欠け、コーナーでは急激なリバースステアに見舞われることもあったという。
ランボルギーニの公式な区分としてはP400、P400S、P400SVの3種類に大別されるが、実際のミウラはその全期間を通じて1台を生産するごとに改良され続けていた。

#### P400

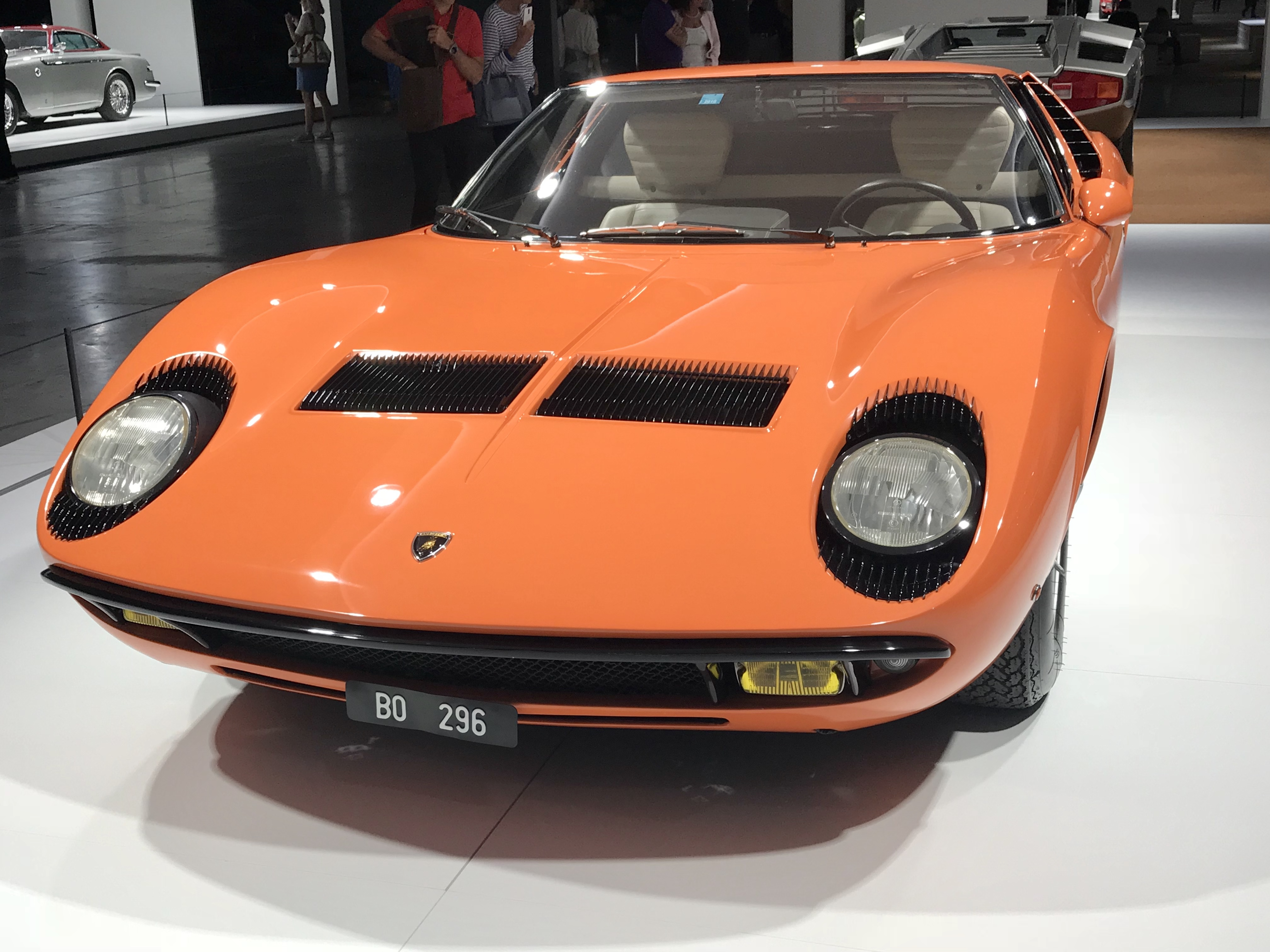
P400 フロント
『ミニミニ大作戦』劇中仕様車

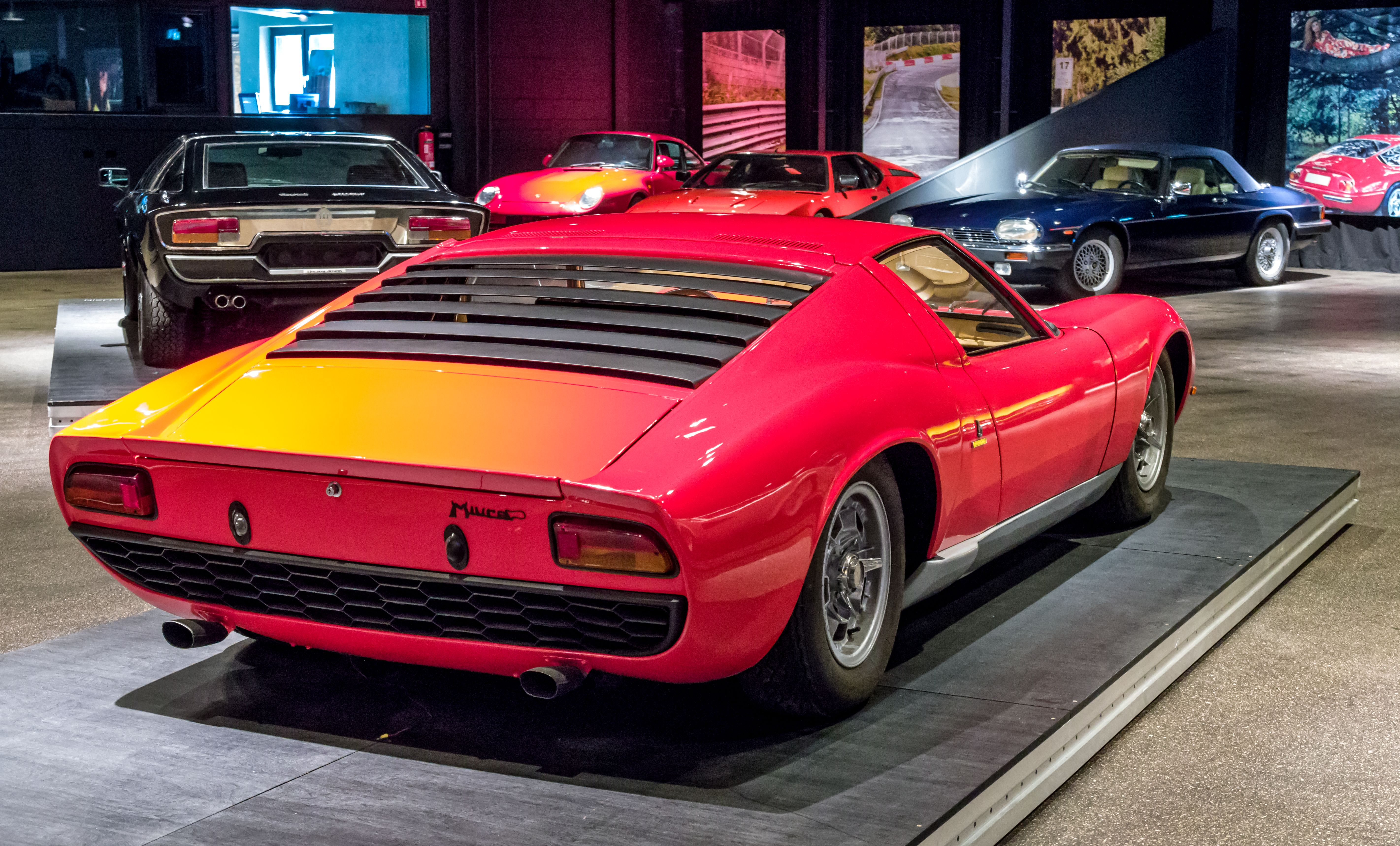
P400 リア

販売された最初の1台は1967年3月に制作されたもので、グレード名はP400とされた。最高出力は350PSで最高速度は290km/h。ボディ外板の厚みが生産途中で0.9mmから1.0mmに変更されているため、車重は前期が980kgで後期は1,040kgとなっている。
ランボルギーニは当時まだ風洞実験ができず、ニュージーランド出身の開発テストドライバー、ボブ・ウォレスがこれに貢献した。ウォレスは21歳でイタリアに渡り、フェラーリやマセラティでレーサーとして活躍していたが、マセラティで一緒だったジャンパオロが1963年に招聘したものであった。外観からはウインドシールドのモールがブラックである点で後のモデルと見分けられる。
P400は、1967年に約110台（108台もしくは111台とも）が、1969年までに274台が生産された。

#### P400S

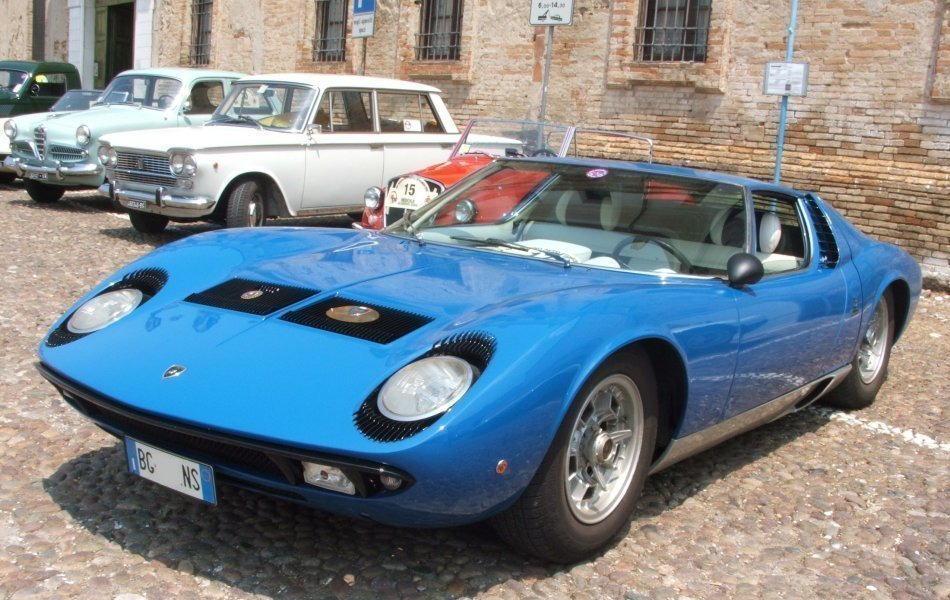
P400S フロント

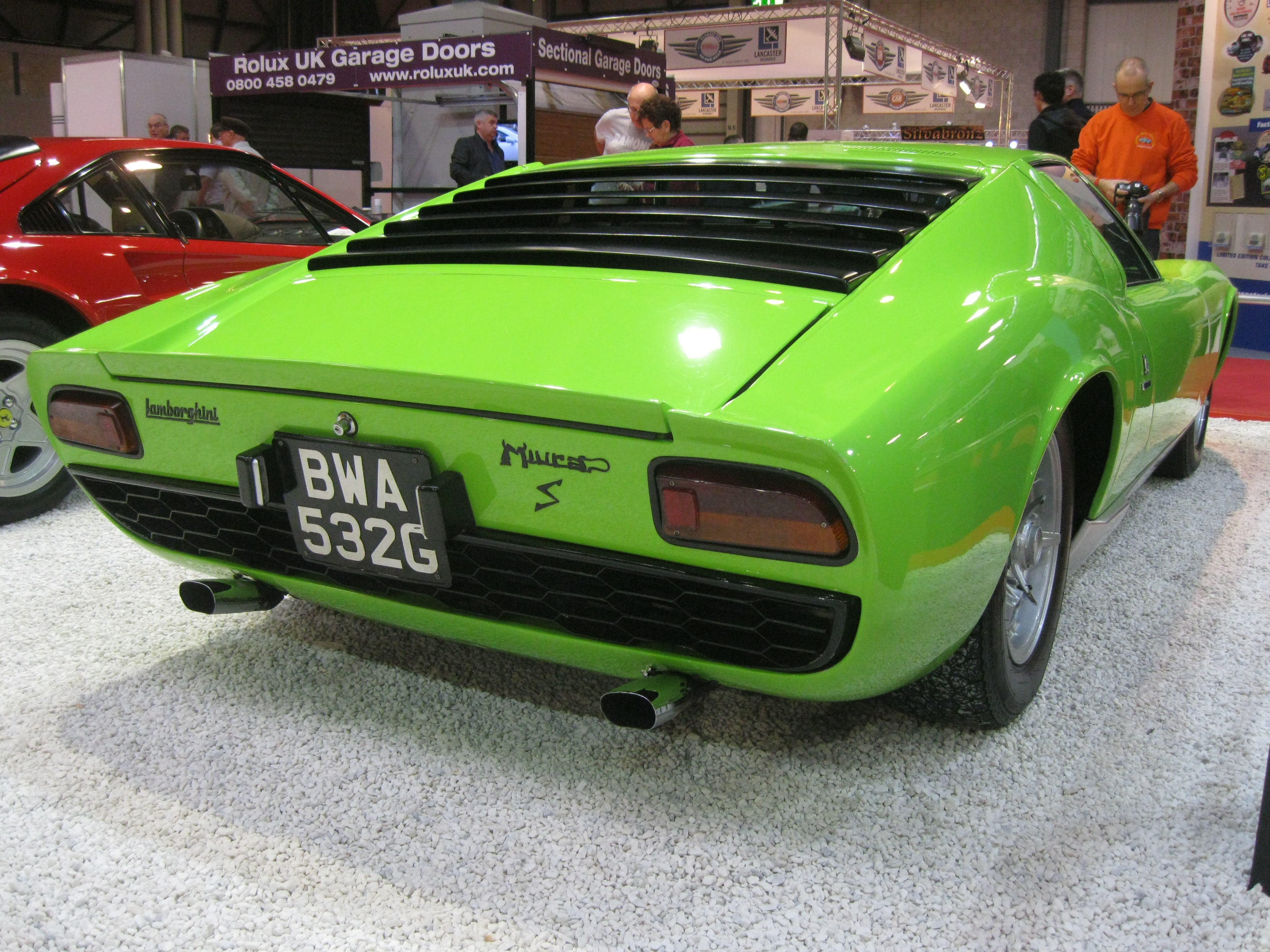
P400S リア

1968年12月、改良型のP400Sが発表された。最高出力は20PSアップの370PSに向上したが、実際には公称出力馬力ほどのパフォーマンスはなかったという。内装の変更や排気消音機能を上げたことに伴い、車重は1,075kgに増加した。その他、等速ジョイントとベンチレーテッドディスクブレーキが装備され、モデル途中でリアサスペンションも強化された。
インテリアは装備を充実させてよりGT然としたものとされ、オーバヘッドコンソールの形状変更のほか、パワーウィンドウが追加された。エアコンもオプションとしてモデル途中で用意されたが、あまり効かなかったという。外観はウインドシールドのモールやヘッドライトのリムがブラックアウトからクロームに変更された。
P400Sは338台が生産された。

#### P400SV

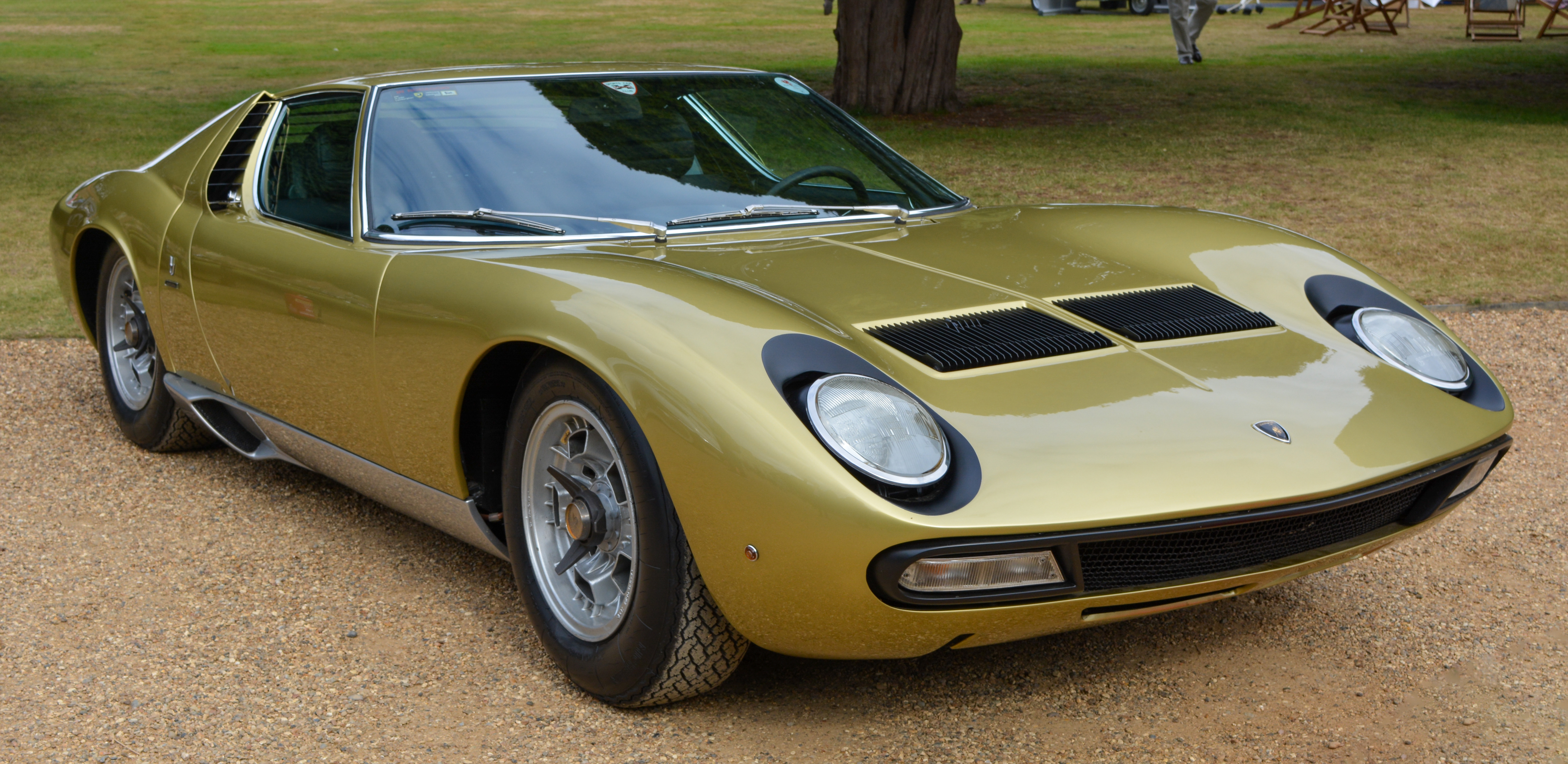
P400SV フロント

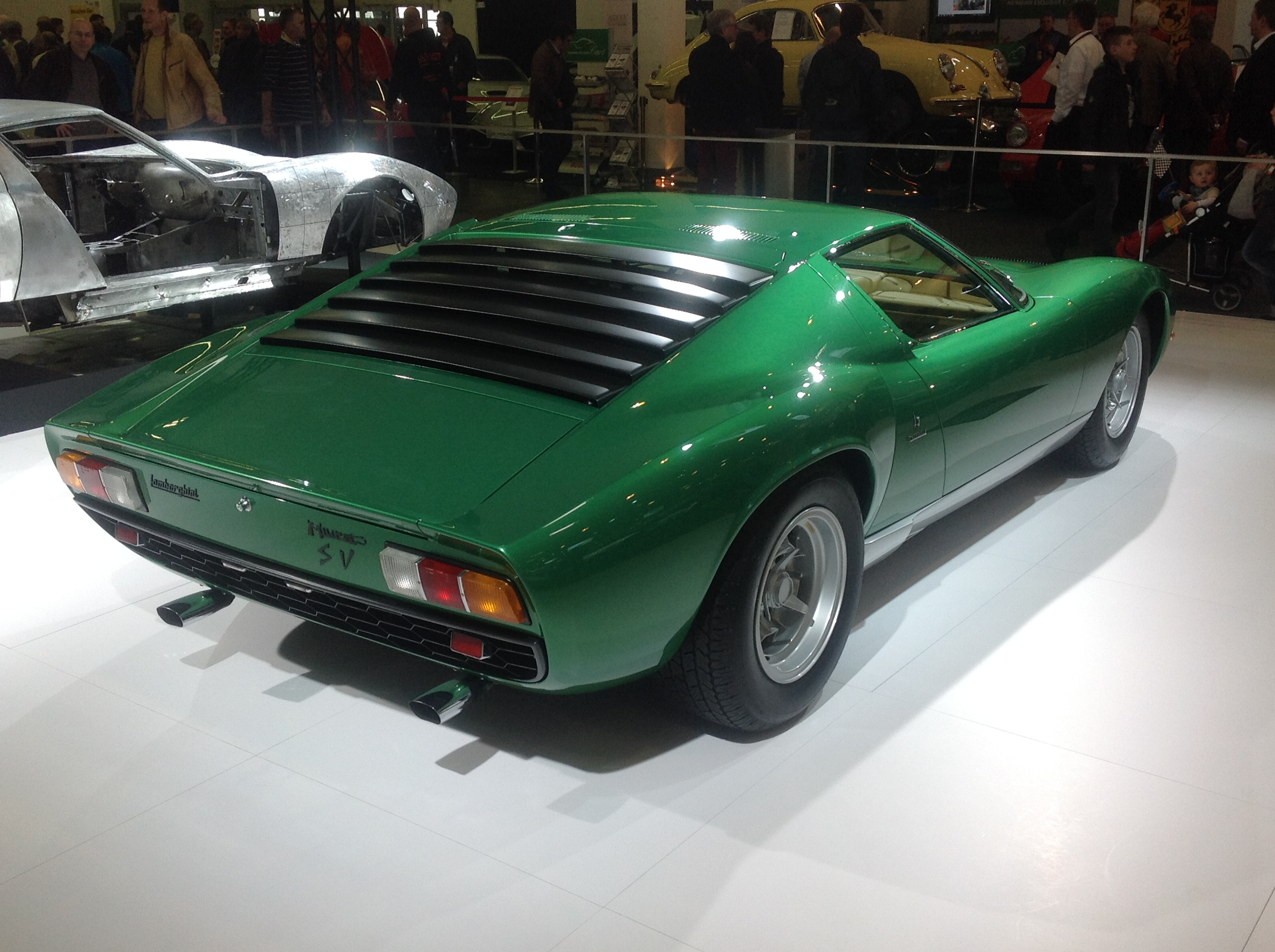
P400SV リア

1971年3月のジュネーヴ・モーターショーにおいて、最終改良型となるP400SVが発表された。インテークの拡大や、キャブレターおよびカムタイミングの変更などで最高出力385PS / 7,850rpmを発生する。
リアサスペンションはそれまでの反転Aアーム+トレーリングリンクから、コンベンショナルなA型ロワーアームに変更され、リアカウルはフェンダー部に膨らみを持たせ上部のエッジを立たせた形状でワイド化された。そこに収まるリアホイールは7Jから9Jに拡幅され、ピレリの255/60サイズのCINTURATOラジアルタイヤを履いている。一方、機能性を重視したことで、ベルトーネ社の力作であるミウラ本来のサイドラインのバランスが悪くなったという批判的な意見もあった。
他の外見の変更としては、ヘッドライト周りのまつ毛状のグリルがなくなりブラックに塗り分けられた。その下のフロントグリルも横長の楕円状だったものが上部中央が前方下部に張り出し、Sより口元をややすぼめた印象となっている。あわせてフロントウインカーも変更され、リアコンビネーションランプは縦3分割の新デザインとなった。
このモデルでエンジンとミッションの各潤滑系が分離され、オプションでLSDが用意されたが、実際に装備されている個体は少ない。
P400SVは1973年10月までに147台が生産され、後継車のカウンタックに引き継がれた。最終生産車の車体番号は#4822で、ミウラ全体の生産台数は約750台であった。

## カスタムモデル

### ロードスター

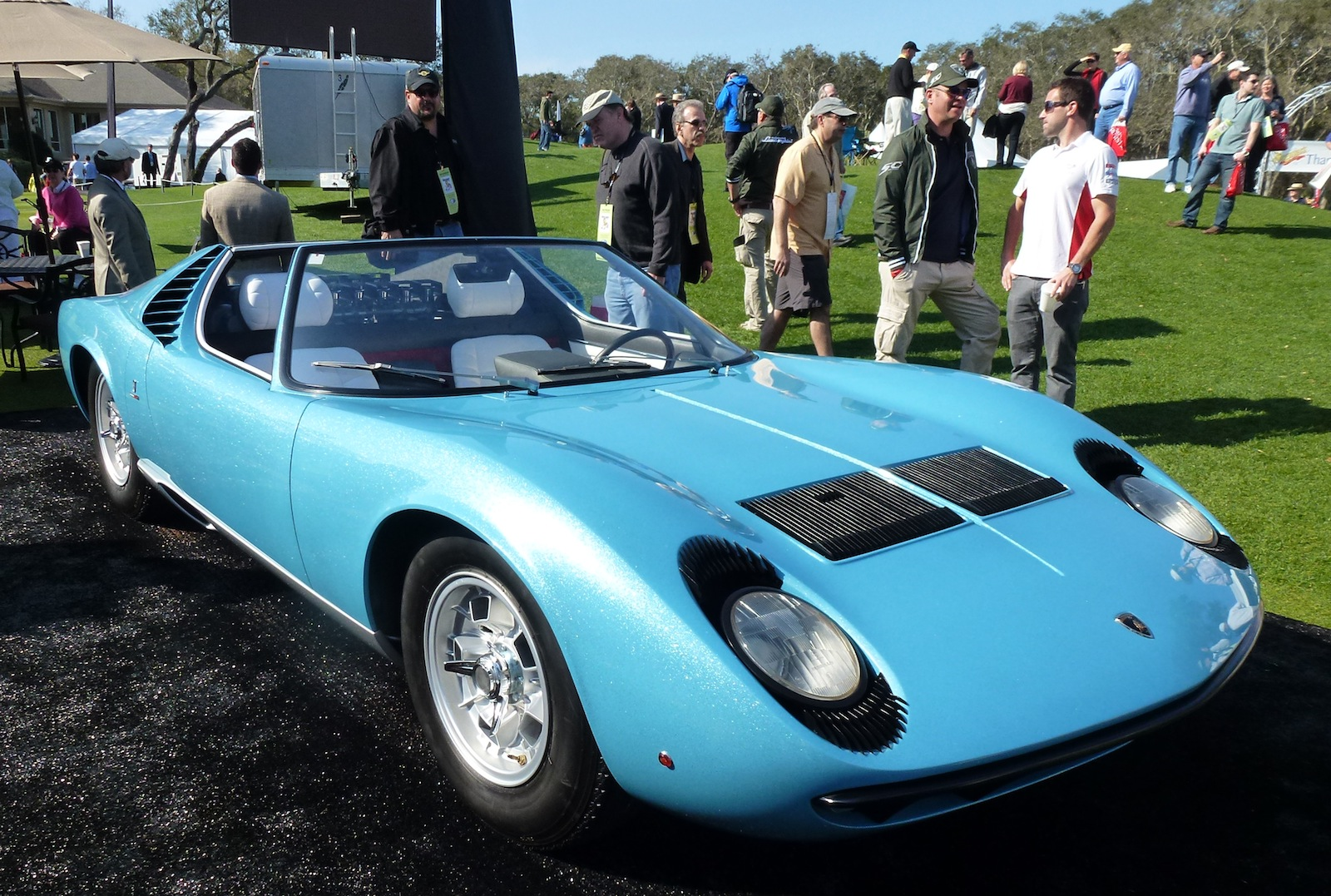
ミウラロードスター

ベルトーネではミウラP400（車体番号#3498）をベースにオープンカー化したショーカーを制作し、1968年のブリュッセル・モーターショーにミウラロードスターとして出品した。オープンカーとして300km/hに対応するため車高はミウラよりさらに30mm下げられ、ウインドシールドの角度も変更されていた。エンジンカバーとして設けられていたルーバーは撤去され、エンジン部もオープンになっている。剛性を補うためにロールバーが設けられ、サイドメンバーも強化されている。ルーフに装備されていたスイッチ類はコンソールに移され、リアコンビネーションランプも変更された。ボディカラーはライトブルーのメタリックであった。
ショー終了後、ミウラロードスターはアメリカの非営利団体である国際鉛亜鉛研究機構 (International Lead Zinc Research Organization, Inc. ,ILZRO) に買い取られた。ILZROは産業界における鉛および亜鉛利用のための研究開発を行う機関で、アメリカ国内、さらには世界中の自動車関連企業に対して広くアピールするための「ドリームカー」を制作することを企図していた。
このプロジェクトは執行役員副社長のシュレード・ラドケ (Shrade Radtke) が取り仕切っており、フォードの上級スタイリストデザイナーであるジョン・フォスター (John Foster) にコンサルティングを依頼していた。当初、当時斬新なスタイルとして話題となっていたフォード・マスタングも提案されたが、スタイル変更についてフォード側が認めず、ILZROとビッグスリーとの関係も考慮した結果、フォスターは1968年初頭にミウラを使うことを提案した。ベルトーネはこの提案を大歓迎したが、ランボルギーニ側の責任者であるスタンツァーニはランボルギーニ車としてモディファイすることを許可せず、当時制作中だったミウラロードスターが使われることになった。
ILZROに買い取られたミウラロードスターは、ベルトーネと協力してコンバージョンが行われた。パーツの大半はILZROの推奨する亜鉛合金製やクローム製に置き換えられ、展伸加工された亜鉛合金製のバンパー、ドア、ラジエーター、ステアリング・ホイール、シフトレバープレート、押出形成の亜鉛合金グリル、亜鉛コーティングされたホイールおよびマフラー、鍛造加工のシフトノブなど、合計で50か所以上が変更された。ボディカラーは金属の輝きを生かすため、パールメタリック調のダークグリーンに変更された。このモデルは1969年5月にZn75として発表され、世界各地のモーターショーでの展示のほか、世界各国の自動車関連企業へも貸し出された
ショーカーとしての役割を終えた後はオークションにかけられ、生みの親であるラドケ自身が落札。1980年に一度全面リフレッシュされ、1981年2月にはボストン交通博物館に寄贈された。同館でのレストアを経て再度オークションにかけられ、3度目のオークションでイギリスのアルコール飲料メーカーであるポートマングループの手に渡るが、この時はランボルギーニ・ミュージアムを設立するためと発表されていた。その後、1990年から少なくとも1996年までは日本国内のヒストリックカー専門店にあった。
2006年にはニューヨークの不動産業者であるアダム・ゴードン (Adam Gordon) の元に渡り、原型となるミウラロードスターへの復元作業が行われ、2008年のペブルビーチ・コンクール・デレガンスで公開された。

### イオタ
イオタは、ミウラをベースに国際自動車連盟（FIA）のツーリングカー／GTカー競技規定「アペンディクスJ項」を満たし1台が制作された「J」と、Jを模倣して数台が制作もしくは改造された「ミウラSVJ」「ミウラSVR」の俗称である。

## ミウラコンセプト
ミウラ発表から40周年にあたる2006年、デトロイト・オートショーにてミウラコンセプトが公開された。デザインはアウディグループのヴァルター・デ・シルバが手がけた。プレスリリースではメカニズムやサイズ、市販化等については触れられなかったが、モックアップの展示車両にはエンジンやインテリアも据え付けられていた。エンジンはミウラのような横置きではなく縦置きで搭載された。
20インチとなったホイールに合わせて若干のサイズアップが施された他、有名な「まつ毛」と呼ばれるデザインに組み込まれたヘッドライト (ポップアップ式ではなく固定式)やドア後方のインテーク、一体型のリアカウルなども再現されている。リアに取り付けられた「Miura」のエンブレムはオリジナルのロゴがそのまま引用されている。

## 車名の由来
車名はスペインの闘牛牧場「ミウラ」、およびそのオーナーであるドン・アントニオ・ミウラにちなんで命名された。リアの車名バッジも闘牛がモチーフとなっている。
PはPosteriore（後ろ）の略でエンジンが後方に位置していることから、400は排気量4L（3,929cc）の意味である。
SはSpintoの略で、直訳すると「押された」という意味であるが、ミウラでは「チューニングされた」という意味である。
SVはSpinto Veloceの略で、「より速い車」という意味である。